# Passo del Bernina
Il passo del Bernina (in lombardo pass del Bernina, in romancio pass dal Bernina, in tedesco Berninapass, in francese col de la Bernina) è un valico alpino in territorio svizzero (2.330 m s.l.m.) che mette in comunicazione la val Poschiavo con l'Engadina, separando dal punto di vista orografico le Alpi di Livigno (a nord-est) dalle Alpi del Bernina (a sud-ovest), entrambe sottosezioni delle Alpi Retiche occidentali.

## Descrizione

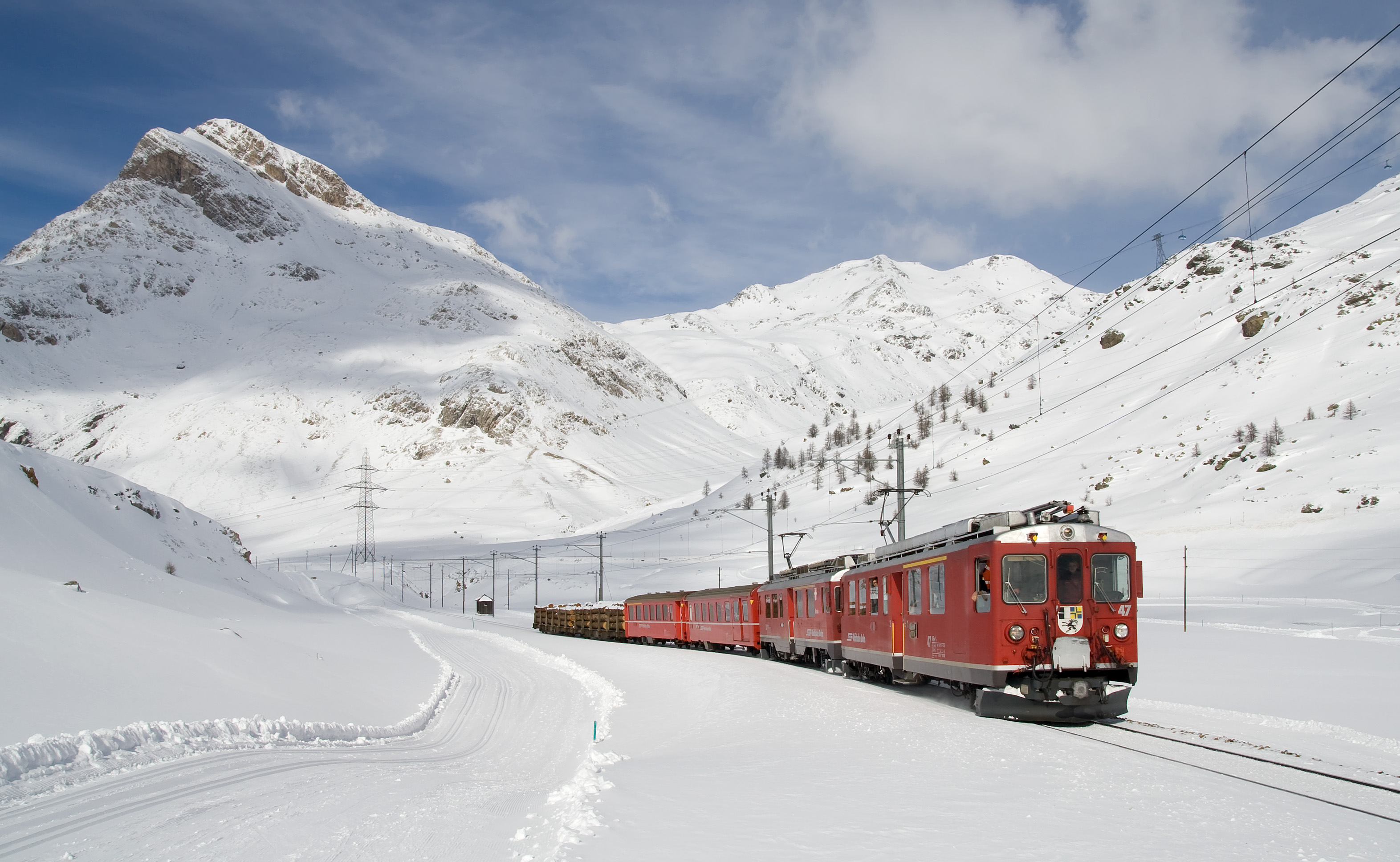
Il Bernina Express sul passo in inverno

La salita lunga 17,9 km con pendenza media del 7.3% inizia poco dopo il paese di Poschiavo (33,4 km e pendenza media del 5,7% se invece consideriamo l'inizio nell'abitato di Tirano, prima del confine italo-svizzero) ed è caratterizzata da costante pendenza con carreggiata media larga e due corsie di marcia.
Una volta giunti al passo si può osservare sulla destra orografica il Piz Cambrena che nasconde la visuale del Bernina e nelle vicinanze si trova anche il lago Bianco con le sue due dighe: diga del lago Bianco Nord, diga del lago Bianco Sud: è possibile raggiungere tale passo anche grazie al famoso treno rosso che risalendo il pendio da Tirano e permette di raggiungere l'esclusiva St. Moritz.